# Kurt Graaf
Kurt Johannes Graaf (* 8. Januar 1909 in Kiel; † 2. September 1972 in Schleswig) war ein deutscher SS-Führer. Graaf war führender Angehöriger des SD, zeitweise Führer des Teilkommandos 1c der Einsatzgruppe A bei den Einsatzgruppen der Sicherheitspolizei und des SD und erreichte bei der SS den Rang eines SS-Sturmbannführers (1939).

## Leben und Wirken
Nach dem Besuch der Oberrealschule und die II Knabenmittelschule in Kiel begann Graaf eine kaufmännische Lehre bei der Firma Ernst S Hansen in Kiel, setzte diese bei der Firma Andreas Hussfeldt fort und wurde ergänzend dazu an der Handelsschule ausgebildet. Nach Lehrabschluss am 1. April 1928 arbeitete er noch bis zum 1. September 1928 als Gehilfe bei der Firma Hussfeldt.
Seit dem 15. September 1928 war Graaf bei der Firma Dralle (Vertreter Heinrich G. Müller) in Kiel tätig, bis er wegen Körperverletzung aus politischen Gründen zu einer zweimonatigen Gefängnisstrafe verurteilt und entlassen wurde. Stattdessen erhielt er Arbeit bei einem Betrieb der Betriebsstoffbranche in Schleswig, den er am 1. Februar 1932 wegen Arbeitseinschränkung verlassen musste.
Zum 1. Januar 1930 trat Graaf in die NSDAP ein (Mitgliedsnummer 183.351). Nachdem er von 1929 bis 1932 der SA angehört hatte, wechselte er am 27. Juli 1932 in die SS über (SS-Nummer 36.179).
1933 wurde Graaf dem Sicherheitsdienst des Reichsführers SS (SD) zugeteilt. Im September 1933 heiratete er Hedwig Horn. Aus der Ehe gingen ein Sohn und zwei Töchter hervor. Ein weiteres Kind starb kurz nach der Geburt.
Seit 1934 war Graaf beim SD-Oberabschnitt Ost tätig. Heinrich Orb zufolge, der ihn Kurt Graf nennt, ermordete Graaf am 30. Juni 1934 im Rahmen der Röhm-Affäre den Katholikenführer und Ministerialdirektor im Reichsverkehrsministerium Erich Klausener. Später wurde jedoch der SS-Sturmführer Kurt Gildisch dieses Mordes überführt, so dass Graaf allenfalls als der unerkannt gebliebene Mittäter Gildischs in Frage kommt, dessen Anwesenheit während des Mordes an Klausener ein Amtsdiener des Verkehrsministerium und auch Gildisch selbst später vor Gericht bestätigten. Die Identität dieses Mannes konnte nie geklärt werden, da Gildisch diesen Mann von Reinhard Heydrich zur Begleitung mitbekommen hatte, ohne dass Heydrich ihn oder dieser sich selbst vorgestellt hätte. Der Schriftsteller Harry Schulze-Wilde will demgegenüber nach dem Krieg erfahren haben, dass der Berliner SD-Chef Hermann Behrends den Klausener-Mord ausgeführt habe.
In den folgenden Jahren war Graaf beim SD-Hauptamt in Berlin tätig. 1937 war er Stabsführer beim SD-Unterabschnitt in Wiesbaden. Nach der Gründung des Reichssicherheitshauptamtes (RSHA) arbeitete er in der Abteilung A 5b des Amtes I.
Nach Beginn des Zweiten Weltkrieges war Graaf zunächst weiterhin im Reichssicherheitshauptamt tätig. Knapp ein Jahr nach Beginn des Deutsch-Sowjetischen Krieges wurde Graaf zum Einsatz an der Ostfront abkommandiert: Dort führte er von August bis November 1942 das Teilkommando 1c der Einsatzgruppe A der Sicherheitspolizei und des SD. In dieser Funktion war Graaf für die Ermordung von einigen tausend von der NS-Führung als unerwünscht eingestuften Personen – insbesondere Juden und politische Kommissare der SU – verantwortlich, die sein Kommando in dem ihm zugewiesenen Gebiet erschoss oder sonst wie zu Tode brachte. Anschließend war Graaf als Organisationssachbearbeiter im Stab des Einsatzkommandos tätig, bevor er die Führung des Jagdkommandos 13 übernahm.
Im Frühjahr 1943 wurde Graaf aufgrund sexueller Beziehung zu einer Russin gemaßregelt und am 24. März 1943 nach Deutschland zurückversetzt. Der Chef der Sicherheitspolizei und des SD Ernst Kaltenbrunner bestrafte Graaf – der sich mit der Behauptung rechtfertigte, er habe die Frau für eine „Volksdeutsche“, also Russin deutscher Abstammung gehalten – später hierfür mit vierzehn Tagen Stubenarrest, während SS-Chef Heinrich Himmler ihm seine „Mißbilligung“ mitteilen ließ. Die Frau wurde stattdessen, wie Graafs Vorgesetzter Erich Isselhorst in einem Bericht über die Angelegenheit angab, der sich in Graafs SS-Unterlagen erhalten hat, auf seinen, Isselhorsts, Befehl einer „Sonderbehandlung“ zugeführt, also erschossen oder zur Vergasung in ein Vernichtungslager deportiert.
Nach seiner Rückkehr nach Deutschland wurde Graaf dem SD-Leitabschnitt Schwerin zugeteilt. Dort übernahm er nach einigen Wochen informatorischer Beschäftigung die Aufgabe, eine Außenstelle in Neustettin einzurichten. Anschließend war er bis Kriegsende beim SD-Hauptamt und beim SD in Schwerin tätig.
Nach dem Zweiten Weltkrieg lebte Graaf in der Bundesrepublik.

## Beförderungen
- 29. März 1932: SS-Mann
- 1. September 1932: SS-Scharführer
- 1. Februar 1933: SS-Truppführer
- 1. September 1933: SS-Obertruppführer
- 1. April 1934: SS-Untersturmführer
- 4. Juli 1934: SS-Obersturmführer
- 30. Januar 1936: SS-Hauptsturmführer
- 20. April 1941: SS-Sturmbannführer

## Auszeichnungen
- Julleuchter
- Olympia-Erinnerungsmedaille.
- Ehrendegen des Reichsführers SS
- SS-Totenkopfring

## Archivalien
- Bundesarchiv: Bestand SSO, Personalakte zu Kurt Graaf.